# 霍拉韋角
68°11′S 67°0′W / 68.183°S 67.000°W
霍拉韋角（英語：Haulaway Point）是南極洲的海岬，位於葛拉漢地西岸的法利埃海岸，處於斯托寧頓島東北岸，由美國研究隊測量，現時由南極條約體系管理。